# Lobberich
Lobberich – dzielnica miasta Nettetal w Niemczech, w kraju związkowym Nadrenia Północna-Westfalia, w rejencji Düsseldorf, w powiecie Viersen. Liczy 13 845 mieszkańców (2010). Leży w pobliżu granicy z Holandią. Do 31 grudnia 1969 było to samodzielne miasto.
Urodził się tutaj Leo Anton Karl de Ball.